# Кухта Оксана Василівна
Оксана Василівна Кухта (до шлюбу — Гергель; 20 червня 1994, Іваничі, Волинська область) — українська борчиня вільного стилю, чемпіонка світу, срібна призерка чемпіонату Європи, найкращий борець 2015 року.
У серпні 2016 року взяла участь у XXX Літніх Олімпійських іграх у Ріо-де-Жанейро.

## Біографія
Вихованка Іваничівської ДЮСШ (тренер Іван Палій) і Волинської обласної школи вищої спортивної майстерності, Львівського державного училища фізичної культури, Львівського державного університету фізичної культури (тренер Андрій Пістун).
Першого серйозного успіху на міжнародних змаганнях досягла 2011, коли стала чемпіонкою Європи серед кадетів.
Чемпіонка світу 2015 року (США, м. Лас-Вегас). На шляху до фінального поєдинку виграла у суперниць із Канади, Азербайджану, США. А у фіналі з рахунком 10:7 перемогла торішню чемпіонку світу з Монголії Сухегійн Церенчимед.
У квітні 2016 року Оксана Кухта посіла друге місце на Олімпійському кваліфікаційному турнірі, через що отримала ліцензію на участь в літніх Олімпійських іграх в Ріо-де-Жанейро. Однак допінг-проба, яка була взята у неї в рамках олімпійського кваліфікаційного турніру, зафіксувала в її організмі невелику концентрацію забороненого препарату мельдонію. Через це спортсменка була позбавлений олімпійської ліцензії. Однак пізніше з'ясувалося, що концентрація забороненого препарату не перевищує допустиму норму — дискваліфікація з Кухта була знята, їй повернули олімпійську ліцензію.
На Олімпіаді-2016 в Ріо-де-Жанейро Оксана поступилася в 1/8 фіналу колишній білоруській борчині, що представляла Азербайджан, Юлії Раткевич з рахунком 5:7. Потім Раткевич не змогла пробитися до фіналу, через що Кухта втратила нагоду поборотися хоча б за бронзу.
У травні 2017 в Мукачево Оксана Гергель одружилася з українським борцем греко-римського стилю Олександром Кухтою. Він переможець і призер чемпіонатів України в різних вікових категоріях. Народила доньку, через що змушена зробити перерву у змаганнях майже на три роки. Повернулася на килим на початку 2021 на меморіалі Маттео Пелліконе. На цьому турнірі посіла друге місце, програвши у фіналі росіянці Інні Тражуковій. На чемпіонаті світу 2021 року в 1/16 фінала поступилася представниці Німеччини Сандрі Паружевській з рахунком 3:5. Німкеня не змогла потрапити до фіналу, тож у Кухти не було можливості поборотися навіть за бронзу. 

## Спортивні результати на міжнародних змаганнях

### Виступи на Олімпіадах
| Змагання                                   | Збірна  | Вагова категорія          | Місце |
| ------------------------------------------ | ------- | ------------------------- | ----- |
| Боротьба на літніх Олімпійських іграх 2016 | Україна | жіноча боротьба, до 58 кг | 13    |

### Виступи на Чемпіонатах світу
| Змагання                        | Збірна  | Вагова категорія          | Місце  |
| ------------------------------- | ------- | ------------------------- | ------ |
| Чемпіонат світу з боротьби 2014 | Україна | жіноча боротьба, до 60 кг | 7      |
| Чемпіонат світу з боротьби 2015 | Україна | жіноча боротьба, до 60 кг | Золото |
| Чемпіонат світу з боротьби 2021 | Україна | жіноча боротьба, до 59 кг | 11     |

### Виступи на Чемпіонатах Європи
| Змагання                         | Збірна  | Вагова категорія          | Місце  |
| -------------------------------- | ------- | ------------------------- | ------ |
| Чемпіонат Європи з боротьби 2014 | Україна | жіноча боротьба, до 60 кг | 9      |
| Чемпіонат Європи з боротьби 2016 | Україна | жіноча боротьба, до 60 кг | Срібло |

### Виступи на Європейських іграх
| Змагання              | Збірна  | Вагова категорія          | Місце |
| --------------------- | ------- | ------------------------- | ----- |
| Європейські ігри 2015 | Україна | жіноча боротьба, до 60 кг | 5     |

### Виступи на Кубках світу
| Змагання                    | Збірна  | Вагова категорія          | Місце |
| --------------------------- | ------- | ------------------------- | ----- |
| Кубок світу з боротьби 2015 | Україна | жіноча боротьба, до 60 кг | 6     |

### Виступи на інших змаганнях
| Змагання                                                       | Збірна  | Вагова категорія          | Місце  |
| -------------------------------------------------------------- | ------- | ------------------------- | ------ |
| Київський Міжнародний турнір з боротьби 2013                   | Україна | жіноча боротьба, до 59 кг | 14     |
| Вогні Москви 2013                                              | Україна | жіноча боротьба, до 63 кг | Срібло |
| Турнір Олександра Медведя 2014                                 | Україна | жіноча боротьба, до 60 кг | Бронза |
| Золотий Гран-прі з боротьби 2014 (Баку)                        | Україна | жіноча боротьба, до 60 кг | 8      |
| Відкритий чемпіонат Польщі з боротьби 2015                     | Україна | жіноча боротьба, до 60 кг | Срібло |
| Pro Wrestling League 2015                                      | Україна | команда                   | Срібло |
| Київський Міжнародний турнір з боротьби 2016                   | Україна | жіноча боротьба, до 58 кг | Срібло |
| Олімпійський кваліфікаційний турнір з боротьби 2016 (Зренянин) | Україна | жіноча боротьба, до 58 кг | Срібло |
| Золотий Гран-прі з боротьби 2016                               | Україна | жіноча боротьба, до 60 кг | Золото |
| Київський Міжнародний турнір з боротьби 2017                   | Україна | жіноча боротьба, до 63 кг | 10     |
| Меморіал Маттео Пелліконе 2020                                 | Україна | жіноча боротьба, до 65 кг | Срібло |
| Національний кубок України з боротьби 2020                     | Україна | жіноча боротьба, до 65 кг | Бронза |
| Київський Міжнародний турнір з боротьби 2021                   | Україна | жіноча боротьба, до 65 кг | Бронза |

### Виступи на змаганнях молодших вікових груп
| Змагання                                       | Збірна  | Вагова категорія          | Місце  |
| ---------------------------------------------- | ------- | ------------------------- | ------ |
| Чемпіонат Європи з боротьби серед кадетів 2010 | Україна | жіноча боротьба, до 49 кг | Срібло |
| Чемпіонат Європи з боротьби серед кадетів 2011 | Україна | жіноча боротьба, до 60 кг | Золото |
| Чемпіонат Європи з боротьби серед юніорів 2012 | Україна | жіноча боротьба, до 59 кг | 5      |
| Чемпіонат світу з боротьби серед юніорів 2012  | Україна | жіноча боротьба, до 59 кг | Бронза |
| Чемпіонат Європи з боротьби серед юніорів 2013 | Україна | жіноча боротьба, до 59 кг | Бронза |
| Чемпіонат Європи з боротьби серед юніорів 2014 | Україна | жіноча боротьба, до 59 кг | Срібло |
| Чемпіонат Європи з боротьби серед молоді 2015  | Україна | жіноча боротьба, до 60 кг | Бронза |
| Чемпіонат Європи з боротьби серед молоді 2017  | Україна | жіноча боротьба, до 60 кг | Бронза |